# Иван Жигерановић
Иван Жигерановић (Неготин, 14. август 1984) је српски кошаркаш. Игра на позицији центра, а тренутно наступа за КК Раднички Обреновац.

## Каријера
Жигерановић је сениорску каријеру почео у екипи Ергонома за коју је наступао до 2006. Након тога следе две сезоне у дресу ФМП-а са којим осваја Куп Радивоја Кораћа 2007. године. Једну сезону је провео у Борцу из Чачка, а 2009. одлази у румунски тим Газ метан Медијаш где проводи такође једну сезону. Сезону 2010/11. проводи у екипи Туров Згожелеца. Сезону 2011/12. почиње поново у Борцу из Чачка, али већ у децембру одлази поново у румуски Газ метан Медијаш где проводи остатак сезоне. Од 2012. по други пут наступа за Туров Згожелец. Са њима је освојио Првенство Пољске у сезони 2013/14. и наступао по први пут у Евролиги у сезони 2014/15. У фебруару 2015. напушта Туров и прелази у румунски Асесофт Плоешти где се задржава до краја сезоне. И у сезони 2015/16. задржао се у Румунији, али је овога пута бранио боје екипе У Клуж-Напока. Пред почетак сезоне 2016/17. поново је обукао дрес чачанског Борца, али их је напустио 30. новембра 2016. и прешао у мађарски Сомбатхељ. У сезони 2018/19. наступа за Раднички из Обреновца.

## Успеси

### Клупски
- ФМП:
  - Куп Радивоја Кораћа (1): 2007.

- Туров Згожелец:
  - Првенство Пољске (1): 2013/14.